# Schwarzmantel-Faulvogel
Der Schwarzmantel-Faulvogel (Nystalus obamai), auch als Obama-Strichelfaulvogel bezeichnet, ist eine Vogelart aus der Familie der Faulvögel (Bucconidae). Das Artepitheton ehrt den ehemaligen US-Präsidenten Barack Obama für seine Unterstützung des Ausstiegs aus der kohlebasierten Energieerzeugung.

## Merkmale
Der Schwarzmantel-Faulvogel erreicht eine Gesamtlänge von 13,8 bis 21 cm und ein Gewicht von 43 bis 47 g. Wangenfleck, Kinn und die obere Kehle sind weiß. Die Kopfseiten sind gelblichbraun und der Überaugenstreif ist fein dunkel gestrichelt. Der Oberkopf ist rötlich und dunkelbraun gebändert und gefleckt. Zum Nacken hin wird die Färbung nahezu schwarz. Das hintere Nackenband ist deutlich gelbbraun, der obere Mantel ist schwärzlich. Die übrige Oberseite ist dunkelbraun mit gelb-rötlichbrauen Flecken, die zum Hinterrücken hin als Binden zu erkennen sind. Der mittellange, schmale, etwas abgestufte Schwanz ist schwärzlich braun mit feinen rötlichen Binden. Die untere Kehle ist ocker mit feinen schwärzlichen Stricheln. Brust und Flanken sind heller, jedoch stärker gestreift. Die mittlere Unterseite ist weißlicher und nahezu ungestrichelt. Die Unterschwanzdecken sind stärker gelblichbraun. Die Iris ist hellocker. Die Beine sind braun, die Füße dunkel gelb-oliv. Der Schnabel ist gelb-oliv, mit sehr variabler schwarzbrauner Spitze und Unterschnabelbasis.

## Lautäußerungen
Der mit Unterbrechungen vorgetragene Gesang (gewöhnlich im Duett) ist ein leises, trauriges Pfeifen, das sich wie whip, whi-wheeu, wheeeeeeuu anhört, mit einer ausgeprägten Tonfolge, die zuerst ansteigt und nach einer kurzen Pause wieder abfällt. Der erste, längere Teil des Gesangs ist in 3–4 Silben unterteilt, von denen die ersten zwei oder drei sehr kurz sein können. Der Gesang ertönt typischerweise an sonnigen Morgen kurz nach der Morgendämmerung oder kurz vor der Abenddämmerung. Häufig beginnt das Männchen, schnell gefolgt vom Weibchen, deren Gesang etwas tiefer ist.

## Systematik
Nystalus obamai wurde 2013 von Nystalus striatus abgespalten und als neue Art beschrieben, nachdem Besonderheiten der westlichen Populationen von Nystalus striatus striatus festgestellt wurden. Ausschlaggebend für die Anerkennung von Nystalus obamai als eigenständige Art (darunter durch das South American Classification Committee und die International Ornithologists’ Union) waren unter anderem die Unterschiede in den Lautäußerungen, der genetische Abstand und morphologische Unterschiede. Nicht alle Autoren (darunter die HBW and BirdLife Illustrated Cheklist of the Birds of the World (2014) und die IUCN) sind jedoch der Ansicht, dass die beschriebenen Unterschiede den eigenständigen Artstatus gewährleisten und haben daher N. obamai als Unterart von N. striatus beibehalten.

## Verbreitung
Das Verbreitungsgebiet des Schwarzmantel-Faulvogels erstreckt sich vom westlichen Amazonien im Süden Kolumbiens über Bolivien und nach Osten hin, südlich des Amazonas bis nach Brasilien westlich des Rio Madeira.

## Lebensraum
Der Schwarzmantel-Faulvogel bewohnt das Kronendach und die untere Baumschicht sowie Waldränder von tropischen, feuchten Tieflandregenwäldern, Terra-Firme-Wäldern und Sumpfwäldern, Übergangswälder, Sekundärwälder und Waldlichtungen gewöhnlich in der Nähe von Gewässern. Weitere Lebensräume sind Vorgebirgswälder in Höhenlagen von 1325 m in Kolumbien, 1700 m in Ecuador, bis zu 1200 m im Osten Perus und 1850 m in Bolivien.

## Nahrungsverhalten
Zu den dokumentierten Beutetieren gehören Heuschrecken (Orthoptera), Zikaden (Homoptera), Libellen (Odonata), Fangschrecken (Mantodea), Raupen, Blattkäfer (Chrysomelidae) und andere Gliederfüßer bis ca. 8 cm Länge, aber auch kleine Wirbeltiere wie Eidechsen (z. B. Zwergtejus der Gattung Anadia). Große Beutetiere werden vor dem Verzehr gegen einen Ast oder Zweig auf der Sitzwarte geschlagen. Die Ansitzjagd geht vom Kronendach oder manchmal vom mittleren Baum-Stockwerk aus, gelegentlich sogar von Straßenrändern, wobei seitliche Pickflüge von ca. 3 bis 8 m beim Beutefang ausgeführt werden. Die Paare bleiben in der Regel nahe beieinander, sind aber manchmal ca. 100 m voneinander getrennt.